# Encefaline
Le encefaline sono neurotrasmettitori della famiglia delle endorfine. Vengono secrete a livello cerebrale e sono coinvolte nella regolazione della sensazione dolorifica. La loro azione nella diminuzione della sensazione dolorifica può essere assolta poiché questi peptidi si oppongono alla depolarizzazione neuronale, ovvero iperpolarizzano la membrana tramite una fuoriuscita di ioni potassio. Sono agonisti fisiologici dei recettori degli alcaloidi dell'oppio (morfina e derivati), per questo vengono chiamati oppioidi endogeni. Hanno potenza analgesica inferiore a quella della morfina in quanto vengono catabolizzati molto rapidamente, circa 20 secondi. Sono demolite dalle encefalinasi.
Il motivo principale tipico di tutti i peptidi oppioidi endogeni è: Tyr-Gly-Gly-Phe-Leu/Met con motivo a chela di granchio tra la tirosina e la fenilalanina.
La prova dell'esistenza di sostanze endogene ad attività morfino-simile fu ottenuta quando si rilevò che il naloxone era in grado di antagonizzare l'analgesia indotta da stimolazione elettrica in alcune zone del cervello (area grigia periacqueduttale). La deduzione logica è che, in condizioni di stress, si attiva il rilascio di sostanze endogene dal profilo simile a quello della morfina.
Alla metà degli anni '70 furono indipendentemente isolati da alcuni gruppi di ricerca, in diversi estratti cerebrali di mammiferi, due pentapeptidi: 
Tyr-Gly-Gly-Phe-Met [Met5]encefalina (Met-Enc)
Tyr-Gly-Gly-Phe-Leu [Leu5]encefalina (Leu-Enc).
La loro struttura si differenzia per un unico residuo al C terminale. Inducono in vivo una profonda analgesia nel ratto (completamente
antagonizzata dal naloxone), ma l'azione è rapida, in quanto degradati velocemente dalle peptidasi ematiche e cerebrali. La [Met5]encefalina possiede circa 1/3 della potenza della morfina ed è circa 3 volte più potente della [Leu5]encefalina.